# Un homme libre
Pour plus de détails, voir Fiche technique et Distribution.
Un homme libre (The Big Punch) est un film américain muet réalisé par John Ford, sorti en 1921.

## Synopsis
Sur le point d’entrer dans un séminaire de théologie, Buck doit venir en aide à son frère Jed et ses amis, lesquels ont des problèmes avec la justice.

## Fiche technique
- Titre original : The Big Punch
- Titre français : Un homme libre
- Réalisation : John Ford (crédité Jack Ford)
- Scénario : Jules Furthman
- Photographie : Frank B. Good
- Société de production et de distribution : Fox Film Corporation
- Pays de production :  États-Unis
- Langue originale : anglais
- Format : noir et blanc — 35 mm — 1,33:1 —  film muet
- Genre : mélodrame
- Durée : 50 minutes
- Longueur : 5 bobines[1]
- Date de sortie :
  - États-Unis : 30 janvier 1921

## Distribution
- Buck Jones : Buck
- Barbara Bedford : Hope Standish
- George Siegmann : Flash McGraw
- Jack Curtis : Jed, le frère de Buck
- Jack McDonald : un ami de Jed
- Al Fremont : un ami de Jed
- Jennie Lee : la mère de Buck
- Edgar Jones : le shérif
- Irene Hunt : la danseuse
- Eleanore Gilmore : la jeune femme de l'Armée du salut